# Њутнова скала
Њутнова скала је температурна скала коју је осмислио Исак Њутн око 1700. године. Размишљајући о проблему топлоте, развио је прву квалитативну температурну скалу, која је садржала око двадесет референтних тачака, од „хладног зимског ваздуха“ до „ужареног угља у кухињској ватри“. Овај приступ је био прилично груб и проблематичан, па је Њутн убрзо постао незадовољан њиме. Знао је да се већина супстанци шири када је загрејана, па је узео посуду са лановим уљем и мерио промене у запремини са својим референтним тачкама. Открио је да се запремина лановог уља повећала 7,25% када је оно загрејано од температуре снега који се топи до температуре кључале воде.
После одређеног времена, дефинисао је „нулти степен топлоте“ као температуру топљења снега, а "33. степен топлоте“ као температуру кључања воде. Његова скала је, самим тим, претходник Целзијусове скале, с обзиром да су дефинисане преко истих температурних референци. Вероватно је да је Целзијус знао за Њутнову скалу када је осмислио своју. Њутн је свој мерни инструмент назвао "термометар".
Стога, јединица ове скале, Њутнов степен, једнака је {\displaystyle {\tfrac {100}{33}}} (приближно 3.03) келвина или степена Целзијуса и има исту нулу као и Целзијусова скала.